# 皮普利亚马恩迪
皮普利亚马恩迪（Piplya Mandi），是印度中央邦Mandsaur县的一个城镇。总人口13703（2001年）。

## 人口
该地2001年总人口13703人，其中男性7000人，女性6703人；0—6岁人口2001人，其中男1032人，女969人；识字率69.90%，其中男性为78.47%，女性为60.96%。